# Union soviétique aux Jeux olympiques d'hiver de 1988
L'Union soviétique participe aux Jeux olympiques d'hiver de 1988, qui ont lieu à Calgary au Canada. Ce pays, représenté par 101 athlètes, remporte 29 médailles : 11 d'or, 9 d'argent et 9 de bronze. C'est la dernière participation de l'Union soviétique aux Jeux d'hiver avant sa dislocation en 1991.

## Médaillés
| Médaille | Athlète | Sport               | Épreuve                  |
| -------- | --- | ------------------- | ------------------------ |
| Or       | Dmitri Vassiliev Sergueï Tchepikov Alexandre Popov Valeri Medvedtsev | Biathlon            | Relais 4 × 7,5 km hommes |
| Or       | Jānis Ķipurs Vladimir Kozlov | Bobsleigh           | Bob à deux hommes        |
| Or       | Mikhail Devyatyarov | Ski de fond         | 15 km classique hommes   |
| Or       | Aleksey Prokurorov | Ski de fond         | 30 km classique hommes   |
| Or       | Vida Vencienė | Ski de fond         | 10 km classique femmes   |
| Or       | Tamara Tikhonova | Ski de fond         | 20 km libre femmes       |
| Or       | Svetlana Nageykina Nina Gavrilyuk Tamara Tikhonova Anfisa Reztsova | Ski de fond         | Relais 4 × 5 km femmes   |
| Or       | Ekaterina Gordeeva Sergueï Grinkov | Patinage artistique | Couples                  |
| Or       | Natalia Bestemianova Andreï Boukine | Patinage artistique | Dance sur glace          |
| Or       | Équipe d'URSS de hockey sur glace Evgeny Belosheikin Ilya Byakin Vyacheslav Bykov Viacheslav Fetisov Alexei Gusarov Sergei Yashin Valeri Kamensky Alexei Kasatonov Andrei Khomutov Vladimir Krutov Igor Larionov Aleksandr Kozhevnikov Igor Kravchuk Andrei Lomakin Sergueï Makarov Alexander Mogilny Sergei Mylnikov Vitali Samoilov Anatoly Semenov Sergei Starikov Igor Stelnov Sergei Svetlov Aleksandr Chernykh | Hockey sur glace    | Hommes                   |
| Or       | Nikolay Gulyayev | Patinage de vitesse | 1 000 m hommes           |
| Argent   | Valery Medvedtsev | Biathlon            | Sprint 10 km hommes      |
| Argent   | Valery Medvedtsev | Biathlon            | 20 km hommes             |
| Argent   | Vladimir Smirnov | Ski de fond         | 30 km classique hommes   |
| Argent   | Vladimir Smirnov Vladimir Sakhnov Mikhail Devyatyarov Aleksey Prokurorov | Ski de fond         | Relais 4 × 10 km hommes  |
| Argent   | Tamara Tikhonova | Ski de fond         | 5 km classique femmes    |
| Argent   | Raisa Smetanina | Ski de fond         | 10 km classique femmes   |
| Argent   | Anfisa Reztsova | Ski de fond         | 20 km libre femmes       |
| Argent   | Ielena Valova Oleg Vassiliev | Patinage artistique | Couples                  |
| Argent   | Marina Klimova Sergueï Ponomarenko | Patinage artistique | Dance sur glace          |
| Bronze   | Sergey Chepikov | Biathlon            | Sprint 10 km hommes      |
| Bronze   | Jānis Ķipurs Guntis Osis Juris Tone Vladimir Kozlov | Bobsleigh           | Bob à quatre hommes      |
| Bronze   | Vladimir Smirnov | Ski de fond         | 15 km classique hommes   |
| Bronze   | Vida Vencienė | Ski de fond         | 5 km classique femmes    |
| Bronze   | Raisa Smetanina | Ski de fond         | 20 km libre femmes       |
| Bronze   | Viktor Petrenko | Patinage artistique | Simple hommes            |
| Bronze   | Yury Kharchenko | Luge                | Hommes individuel        |
| Bronze   | Allar Levandi | Combiné nordique    | Hommes individuel        |
| Bronze   | Igor Zhelezovsky | Patinage de vitesse | 1 000 m hommes           |

## Résultats

### Biathlon

#### Hommes
| Épreuve      | Athlète           | Manquées 1 | Temps         | Rang                                |
| ------------ | ----------------- | ---------- | ------------- | ----------------------------------- |
| Sprint 10 km | Yuriy Kashkarov   | 3          | 26 min 49 s 1 | 18                                  |
| Sprint 10 km | Dmitri Vassiliev  | 1          | 26 min 09 s 7 | 9                                   |
| Sprint 10 km | Sergey Chepikov   | 0          | 25 min 29 s 4 | Médaille de bronze, Jeux olympiques |
| Sprint 10 km | Valery Medvedtsev | 0          | 25 min 23 s 7 | Médaille d'argent, Jeux olympiques  |

| Épreuve | Athlète           | Temps         | Manquées1 | Temps ajusté2 | Rang                               |
| ------- | ----------------- | ------------- | --------- | ------------- | ---------------------------------- |
| 20 km   | Aleksandr Popov   | 56 min 24 s 0 | 3         | 59 min 24 s 0 | 12                                 |
| 20 km   | Yuriy Kashkarov   | 55 min 43 s 1 | 2         | 57 min 43 s 1 | 5                                  |
| 20 km   | Sergey Chepikov   | 56 min 17 s 5 | 1         | 57 min 17 s 5 | 4                                  |
| 20 km   | Valery Medvedtsev | 54 min 54 s 6 | 2         | 56 min 54 s 6 | Médaille d'argent, Jeux olympiques |

#### Relais hommes4 × 7,5km
| Athlètes                                                           | Course     | Course            | Course                         |
| Athlètes                                                           | Manquées 1 | Temps             | Rang                           |
| ------------------------------------------------------------------ | ---------- | ----------------- | ------------------------------ |
| Dmitri Vassiliev Sergey Chepikov Aleksandr Popov Valery Medvedtsev | 0          | 1 h 22 min 30 s 0 | Médaille d'or, Jeux olympiques |

1Une boucle de pénalité 150 mètres par cible manquée doit être parcourue.

2Une minute ajoutée par cible manquée.

### Bobsleigh
| Bob   | Athlètes                     | Épreuve           | Manche 1 | Manche 1 | Manche 2 | Manche 2 | Manche 3      | Manche 3 | Manche 4 | Manche 4 | Total         | Total                          |
| Bob   | Athlètes                     | Épreuve           | Temps    | Rang     | Temps    | Rang     | Temps         | Rang     | Temps    | Rang     | Temps         | Rang                           |
| ----- | ---------------------------- | ----------------- | -------- | -------- | -------- | -------- | ------------- | -------- | -------- | -------- | ------------- | ------------------------------ |
| URS-1 | Jānis Ķipurs Vladimir Kozlov | Bob à deux hommes | 57 s 43  | 4        | 58 s 05  | 1        | 59 s 52       | 2        | 58 s 48  | 2        | 3 min 53 s 48 | Médaille d'or, Jeux olympiques |
| URS-2 | Zintis Ekmanis Aivars Trops  | Bob à deux hommes | 57 s 95  | 10       | 59 s 12  | 6        | 1 min 00 s 72 | 14       | 59 s 13  | 6        | 3 min 56 s 92 | 9                              |

| Bob   | Athlètes                                                 | Épreuve             | Manche 1 | Manche 1 | Manche 2 | Manche 2 | Manche 3 | Manche 3 | Manche 4 | Manche 4 | Total         | Total                               |
| Bob   | Athlètes                                                 | Épreuve             | Temps    | Rang     | Temps    | Rang     | Temps    | Rang     | Temps    | Rang     | Temps         | Rang                                |
| ----- | -------------------------------------------------------- | ------------------- | -------- | -------- | -------- | -------- | -------- | -------- | -------- | -------- | ------------- | ----------------------------------- |
| URS-1 | Māris Poikāns Olafs Kļaviņš Ivars Bērzups Juris Jaudzems | Bob à quatre hommes | 56 s 75  | 6        | 57 s 66  | 7        | 56 s 70  | 10       | 57 s 24  | 2        | 3 min 48 s 35 | 5                                   |
| URS-2 | Jānis Ķipurs Guntis Osis Juris Tone Vladimir Kozlov      | Bob à quatre hommes | 56 s 72  | 4        | 57 s 28  | 1        | 56 s 41  | 4        | 57 s 85  | 7        | 3 min 48 s 26 | Médaille de bronze, Jeux olympiques |

### Combiné nordique

#### Individuel hommes
Épreuves:
- Saut à ski, tremplin normal (Deux meilleurs sauts sur trois)
- Ski de fond 15 km (Retards au débart basés sur les résultats du saut à ski)

| Athlète          | Épreuve | Saut à ski | Saut à ski | Ski de fond  | Ski de fond   | Total   | Total                               |
| Athlète          | Épreuve | Points     | Rang       | Commence à   | Temps         | Points  | Rang                                |
| ---------------- | ------- | ---------- | ---------- | ------------ | ------------- | ------- | ----------------------------------- |
| Sergey Nikiforov |         | 191.8      | 30         | 4 min 04 s 7 | 42 min 43 s 0 | 402.905 | 14                                  |
| Andrey Dundukov  |         | 194.0      | 26         | 3 min 50 s 0 | 42 min 21 s 1 | 406.185 | 12                                  |
| Vassili Savin    |         | 203.7      | 17         | 2 min 45 s 4 | 41 min 22 s 9 | 414.925 | 10                                  |
| Allar Levandi    |         | 216.6      | 4          | 1 min 19 s 4 | 40 min 31 s 8 | 422.590 | Médaille de bronze, Jeux olympiques |

#### Hommes par équipe
Trois participants par équipe

Épreuves:
- Saut à ski, tremplin normal (Trois sauts par athlète par tour, les deux meilleurs sont comptés)
- Ski de fond 10 km (Retards au débart basés sur les résultats du saut à ski)

| Athlètes                                    | Saut à ski | Saut à ski | Ski de fond       | Ski de fond       | Total             |
| Athlètes                                    | Points     | Rang       | Commencent à      | Temps             | Rang              |
| ------------------------------------------- | ---------- | ---------- | ----------------- | ----------------- | ----------------- |
| Andrey Dundukov Vassili Savin Allar Levandi | 282.5      | 11         | N'ont pas terminé | N'ont pas terminé | N'ont pas terminé |

### Hockey sur glace

#### Groupe B
Les trois meilleures équipes (en bleu) de chaque groupe vont au tour final.
|                      | Joués | Gagnés | Perdus | Nuls | Buts pour | Buts contre | Points |
| -------------------- | ----- | ------ | ------ | ---- | --------- | ----------- | ------ |
| Union soviétique     | 5     | 5      | 0      | 0    | 32        | 10          | 10     |
| Allemagne de l'Ouest | 5     | 4      | 1      | 0    | 19        | 12          | 8      |
| Tchécoslovaquie      | 5     | 3      | 2      | 0    | 23        | 14          | 6      |
| États-Unis           | 5     | 2      | 3      | 0    | 27        | 27          | 4      |
| Autriche             | 5     | 0      | 4      | 1    | 12        | 29          | 1      |
| Norvège              | 5     | 0      | 4      | 1    | 11        | 32          | 1      |

#### Résultats
- Union soviétique 5-0 Norvège
- Union soviétique 8-1 Autriche
- Union soviétique 7-5 États-Unis
- Allemagne de l'Ouest 3-6 Union soviétique
- Union soviétique 6-1 Tchécoslovaquie

#### Tour final
Les trois meilleures équipes d'un groupe jouent contre les trois meilleures équipes de l'autre groupe.
|                      | Joués | Gagnés | Perdus | Nuls | Buts pour | Buts contre | Points |
| -------------------- | ----- | ------ | ------ | ---- | --------- | ----------- | ------ |
| Union soviétique     | 5     | 4      | 1      | 0    | 25        | 7           | 8      |
| Finlande             | 5     | 3      | 1      | 1    | 18        | 10          | 7      |
| Suède                | 5     | 2      | 1      | 2    | 15        | 16          | 6      |
| Canada               | 5     | 2      | 2      | 1    | 17        | 14          | 5      |
| Allemagne de l'Ouest | 5     | 1      | 4      | 0    | 8         | 26          | 2      |
| Tchécoslovaquie      | 5     | 1      | 4      | 0    | 12        | 22          | 2      |

- Union soviétique 5-0 Canada
- Union soviétique 7-1 Suède
- Finlande 2-1 Union soviétique

#### Composition de l'équipe
| Evgeny Belosheikin Ilya Byakin Vyacheslav Bykov Viacheslav Fetisov Alexei Gusarov Sergei Yashin Valeri Kamensky Alexei Kasatonov Andrei Khomutov Vladimir Krutov Igor Larionov Aleksandr Kozhevnikov Igor Kravchuk Andrei Lomakin Sergei Makarov Alexander Mogilny Sergei Mylnikov Vitali Samoilov Anatoly Semenov Sergei Starikov Igor Stelnov Sergei Svetlov Aleksandr Chernykh |

### Luge

#### Hommes
| Athlète         | Manche 1 | Manche 1 | Manche 2 | Manche 2 | Manche 3 | Manche 3 | Manche 4 | Manche 4 | Total          | Total                               |
| Athlète         | Temps    | Rang     | Temps    | Rang     | Temps    | Rang     | Temps    | Rang     | Temps          | Rang                                |
| --------------- | -------- | -------- | -------- | -------- | -------- | -------- | -------- | -------- | -------------- | ----------------------------------- |
| Valery Dudin    | 47 s 812 | 28       | 46 s 982 | 13       | 47 s 061 | 13       | 47 s 025 | 9        | 3 min 08 s 880 | 17                                  |
| Sergey Danilin  | 46 s 564 | 5        | 46 s 827 | 7        | 46 s 648 | 5        | 47 s 059 | 10       | 3 min 07 s 098 | 6                                   |
| Yury Kharchenko | 46 s 391 | 3        | 46 s 605 | 3        | 46 s 475 | 3        | 46 s 803 | 4        | 3 min 06 s 274 | Médaille de bronze, Jeux olympiques |

#### Doubles hommes
| Athlètes                            | Manche 1 | Manche 1 | Manche 2 | Manche 2 | Total          | Total |
| Athlètes                            | Temps    | Rang     | Temps    | Rang     | Temps          | Rang  |
| ----------------------------------- | -------- | -------- | -------- | -------- | -------------- | ----- |
| Vitaly Melnik Dmitry Alekseyev      | 46 s 060 | 6        | 46 s 399 | 6        | 1 min 32 s 459 | 6     |
| Yevgeny Belousov Aleksandr Belyakov | 45 s 973 | 3        | 46 s 580 | 8        | 1 min 32 s 553 | 7     |

#### Femmes
| Athlète           | Manche 1 | Manche 1 | Manche 2 | Manche 2 | Manche 3 | Manche 3 | Manche 4 | Manche 4 | Total          | Total |
| Athlète           | Temps    | Rang     | Temps    | Rang     | Temps    | Rang     | Temps    | Rang     | Temps          | Rang  |
| ----------------- | -------- | -------- | -------- | -------- | -------- | -------- | -------- | -------- | -------------- | ----- |
| Irina Kusakina    | 46 s 690 | 11       | 47 s 071 | 12       | 46 s 643 | 8        | 46 s 639 | 9        | 3 min 07 s 043 | 10    |
| Nadezhda Danilina | 46 s 597 | 10       | 46 s 447 | 6        | 46 s 613 | 6        | 46 s 707 | 11       | 3 min 06 s 364 | 8     |
| Yuliya Antipova   | 46 s 449 | 7        | 46.425   | 5        | 46 s 610 | 5        | 46 s 303 | 4        | 3 min 05 s 787 | 5     |

### Patinage artistique

#### Hommes
| Athlète           | CF | SP | FS | TFP  | Rang                                |
| ----------------- | -- | -- | -- | ---- | ----------------------------------- |
| Vladimir Kotin    | 5  | 6  | 8  | 13.4 | 6                                   |
| Alexandre Fadeïev | 1  | 9  | 5  | 8.2  | 4                                   |
| Viktor Petrenko   | 6  | 3  | 3  | 7.8  | Médaille de bronze, Jeux olympiques |

#### Femmes
| Athlète          | CF | SP | FS | TFP  | Rang |
| ---------------- | -- | -- | -- | ---- | ---- |
| Anna Kondrashova | 9  | 7  | 7  | 15.2 | 8    |
| Kira Ivanova     | 1  | 10 | 9  | 13.6 | 7    |

#### Couples
| Athlètes                           | SP | FS | TFP | Rang                               |
| ---------------------------------- | -- | -- | --- | ---------------------------------- |
| Larisa Seleznyova Oleg Makarov     | 6  | 4  | 6.0 | 4                                  |
| Ielena Valova Oleg Vassiliev       | 2  | 2  | 3.0 | Médaille d'argent, Jeux olympiques |
| Ekaterina Gordeeva Sergueï Grinkov | 1  | 1  | 1.5 | Médaille d'or, Jeux olympiques     |

#### Danse sur glace
| Athlètes                            | CD | OD | FD | TFP | Rang                               |
| ----------------------------------- | -- | -- | -- | --- | ---------------------------------- |
| Natalia Annenko Genrikh Sretenski   | 4  | 4  | 4  | 8.0 | 4                                  |
| Marina Klimova Sergueï Ponomarenko  | 2  | 2  | 2  | 4.0 | Médaille d'argent, Jeux olympiques |
| Natalia Bestemianova Andreï Boukine | 1  | 1  | 1  | 2.0 | Médaille d'or, Jeux olympiques     |

### Patinage de vitesse

#### Hommes
| Épreuve  | Athlète           | Course           | Course                              |
| Épreuve  | Athlète           | Temps            | Rang                                |
| -------- | ----------------- | ---------------- | ----------------------------------- |
| 500 m    | Nikolay Gulyayev  | 1 min 02 s 86    | 36                                  |
| 500 m    | Vitaly Makovetsky | 37 s 35          | 12                                  |
| 500 m    | Igor Zhelezovski  | 36 s 94          | 6                                   |
| 500 m    | Sergey Fokichev   | 36 s 82          | 4                                   |
| 1 000 m  | Boris Repnin      | 1 min 14 s 41    | 12                                  |
| 1 000 m  | Andrey Bakhvalov  | 1 min 14 s 39    | 11                                  |
| 1 000 m  | Igor Zhelezovski  | 1 min 13 s 19    | Médaille de bronze, Jeux olympiques |
| 1 000 m  | Nikolay Gulyayev  | 1 min 13 s 03 RO | Médaille d'or, Jeux olympiques      |
| 1 500 m  | Andrey Bobrov     | 1 min 58 s 97    | 35                                  |
| 1 500 m  | Nikolay Gulyayev  | 1 min 53 s 04    | 7                                   |
| 1 500 m  | Aleksandr Klimov  | 1 min 52 s 97    | 6                                   |
| 1 500 m  | Igor Zhelezovski  | 1 min 52 s 63    | 4                                   |
| 5 000 m  | Yury Klyuyev      | 7 min 00 s 01    | 26                                  |
| 5 000 m  | Sergey Berezin    | 6 min 58 s 08    | 23                                  |
| 5 000 m  | Dmitry Bochkaryov | 6 min 56 s 57    | 17                                  |
| 10 000 m | Aleksandr Mozin   | 14 min 28 s 91   | 18                                  |
| 10 000 m | Sergey Berezin    | 14 min 20 s 48   | 9                                   |
| 10 000 m | Yury Klyuyev      | 14 min 09 s 68   | 6                                   |

#### Femmes
| Épreuve | Athlète                | Race          | Race |
| Épreuve | Athlète                | Temps         | Rang |
| ------- | ---------------------- | ------------- | ---- |
| 500 m   | Yelena Ilyina          | 41 s 15       | 16   |
| 500 m   | Nataliya Shive-Glebova | 40 s 66       | 9    |
| 1 000 m | Nataliya Shive-Glebova | 1 min 22 s 99 | 20   |
| 1 000 m | Yelena Ilyina          | 1 min 22 s 40 | 18   |
| 1 500 m | Yelena Tumanova        | 2 min 07 s 71 | 15   |
| 1 500 m | Yelena Lapuga          | 2 min 04 s 24 | 5    |
| 3 000 m | Yelena Tumonova        | 4 min 24 s 07 | 9    |
| 3 000 m | Yelena Lapuga          | 4 min 23 s 29 | 7    |
| 3 000 m | Svetlana Boyko         | 4 min 22 s 90 | 6    |
| 5 000 m | Yelena Tumanova        | 7 min 40 s 82 | 15   |
| 5 000 m | Yelena Lapuga          | 7 min 28 s 65 | 5    |
| 5 000 m | Svetlana Boyko         | 7 min 28 s 39 | 4    |

### Saut à ski
| Athlète       | Épreuve         | Saut 1   | Saut 1   | Saut 2   | Saut 2   | Total     | Total |
| Athlète       | Épreuve         | Distance | Points   | Distance | Points   | Points    | Rang  |
| ------------- | --------------- | -------- | -------- | -------- | -------- | --------- | ----- |
| Eduard Suboch | Tremplin normal | 76,0 m   | 83,7 pts | 78,0 m   | 89,9 pts | 173,6 pts | 38    |
| Mikhail Yesin | Tremplin normal | 80,0 m   | 92,1 pts | 74,0 m   | 79,5 pts | 171,6 pts | 39    |

### Ski alpin

#### Hommes
| Athlète               | Épreuve      | Manche 1        | Manche 2        | Total           | Total           |
| Athlète               | Épreuve      | Temps           | Temps           | Temps           | Rang            |
| --------------------- | ------------ | --------------- | --------------- | --------------- | --------------- |
| Sergey Petrik         | Super-G      |                 |                 | N'a pas terminé | N'a pas terminé |
| Konstantin Chistyakov | Super-G      |                 |                 | N'a pas terminé | N'a pas terminé |
| Konstantin Chistyakov | Slalom géant | 1 min 10 s 09   | 1 min 06 s 58   | 2 min 16 s 67   | 35              |
| Sergey Petrik         | Slalom géant | 1 min 09 s 78   | 1 min 05 s 38   | 2 min 15 s 16   | 30              |
| Konstantin Chistyakov | Slalom       | N'a pas terminé | N'a pas terminé | N'a pas terminé | N'a pas terminé |
| Sergey Petrik         | Slalom       | 55 s 39         | N'a pas terminé | N'a pas terminé | N'a pas terminé |

#### Combiné hommes
| Athlète               | Descente      | Slalom          | Slalom          | Total           | Total           |
| Athlète               | Temps         | Temps 1         | Temps 2         | Points          | Rang            |
| --------------------- | ------------- | --------------- | --------------- | --------------- | --------------- |
| Konstantin Chistyakov | 1 min 55 s 99 | N'a pas terminé | N'a pas terminé | N'a pas terminé | N'a pas terminé |
| Sergey Petrik         | 1 min 55 s 82 | Disqualifié     | Disqualifié     | Disqualifié     | Disqualifié     |

#### Femmes
| Athlète           | Épreuve  | Manche 1 | Manche 2 | Total         | Total |
| Athlète           | Épreuve  | Temps    | Temps    | Temps         | Rang  |
| ----------------- | -------- | -------- | -------- | ------------- | ----- |
| Golnur Postnikova | Descente |          |          | 1 min 28 s 23 | 16    |

#### Combiné femmes
| Athlète           | Descente        | Slalom          | Slalom          | Total           | Total           |
| Athlète           | Temps           | Temps 1         | Temps 2         | Points          | Rang            |
| ----------------- | --------------- | --------------- | --------------- | --------------- | --------------- |
| Golnur Postnikova | N'a pas terminé | N'a pas terminé | N'a pas terminé | N'a pas terminé | N'a pas terminé |

### Ski de fond

#### Hommes
| Épreuve | Athlète             | Course            | Course                              |
| Épreuve | Athlète             | Temps             | Rang                                |
| ------- | ------------------- | ----------------- | ----------------------------------- |
| 15 km   | Aleksey Prokurorov  | 43 min 36 s 9     | 18                                  |
| 15 km   | Aleksandr Batyuk    | 43 min 08 s 7     | 15                                  |
| 15 km   | Vladimir Smirnov    | 41 min 48 s 5     | Médaille de bronze, Jeux olympiques |
| 15 km   | Mikhail Devyatyarov | 41 min 18 s 9     | Médaille d'or, Jeux olympiques      |
| 30 km   | Yury Burlakov       | 1 h 28 min 02 s 4 | 12                                  |
| 30 km   | Mikhail Devyatyarov | 1 h 25 min 31 s 3 | 4                                   |
| 30 km   | Vladimir Smirnov    | 1 h 24 min 35 s 1 | Médaille d'argent, Jeux olympiques  |
| 30 km   | Aleksey Prokurorov  | 1 h 24 min 26 s 3 | Médaille d'or, Jeux olympiques      |
| 50 km   | Aleksey Prokurorov  | 2 h 14 min 01 s 0 | 38                                  |
| 50 km   | Yury Burlakov       | 2 h 12 min 02 s 2 | 26                                  |
| 50 km   | Mikhail Devyatyarov | 2 h 12 min 01 s 7 | 25                                  |
| 50 km   | Vladimir Sakhnov    | 2 h 09 min 00 s 1 | 12                                  |

#### Relais hommes 4 ×10km
| Athlètes                                                                 | Course            | Course                             |
| Athlètes                                                                 | Temps             | Rang                               |
| ------------------------------------------------------------------------ | ----------------- | ---------------------------------- |
| Vladimir Smirnov Vladimir Sakhnov Mikhail Devyatyarov Aleksey Prokurorov | 1 h 44 min 11 s 3 | Médaille d'argent, Jeux olympiques |

#### Femmes
| Épreuve | Athlète            | Course        | Course                              |
| Épreuve | Athlète            | Temps         | Rang                                |
| ------- | ------------------ | ------------- | ----------------------------------- |
| 5 km    | Raisa Smetanina    | 15 min 35 s 9 | 10                                  |
| 5 km    | Svetlana Nageykina | 15 min 29 s 9 | 8                                   |
| 5 km    | Vida Vencienė      | 15 min 11 s 1 | Médaille de bronze, Jeux olympiques |
| 5 km    | Tamara Tikhonova   | 15 min 05 s 3 | Médaille d'argent, Jeux olympiques  |
| 10 km   | Tamara Tikhonova   | 30 min 38 s 9 | 5                                   |
| 10 km   | Svetlana Nageykina | 30 min 26 s 5 | 4                                   |
| 10 km   | Raisa Smetanina    | 30 min 17 s 0 | Médaille d'argent, Jeux olympiques  |
| 10 km   | Vida Vencienė      | 30 min 08 s 3 | Médaille d'or, Jeux olympiques      |
| 20 km   | Nina Gavrilyuk     | Disqualifié   | Disqualifié                         |
| 20 km   | Raisa Smetanina    | 57 min 22 s 1 | Médaille de bronze, Jeux olympiques |
| 20 km   | Anfisa Reztsova    | 56 min 12 s 8 | Médaille d'argent, Jeux olympiques  |
| 20 km   | Tamara Tikhonova   | 55 min 53 s 6 | Médaille d'or, Jeux olympiques      |

#### Relais femmes4 × 5km
| Athlètes                                                           | Course        | Course                         |
| Athlètes                                                           | Temps         | Rang                           |
| ------------------------------------------------------------------ | ------------- | ------------------------------ |
| Svetlana Nageykina Nina Gavrilyuk Tamara Tikhonova Anfisa Reztsova | 59 min 51 s 1 | Médaille d'or, Jeux olympiques |